# 2023年世界水泳選手権グレナダ選手団
2023年世界水泳選手権グレナダ選手団は、2023年7月14日から7月30日まで日本の福岡で開催された第20回世界水泳選手権のグレナダ選手団、およびその競技結果。

## 選手団
- 人員: 選手 2人

## 選手名簿・結果
| 選手                   | 種目               | 予選   | 予選 | 準決勝   | 準決勝   | 決勝     | 決勝     |
| 選手                   | 種目               | 結果   | 順位 | 結果     | 順位     | 結果     | 順位     |
| ---------------------- | ------------------ | ------ | ---- | -------- | -------- | -------- | -------- |
| ザッカリー・グレシャム | 男子100m背泳ぎ     | 59秒68 | 57位 | 予選敗退 | 予選敗退 | 予選敗退 | 予選敗退 |
| ザッカリー・グレシャム | 男子100mバタフライ | 56秒91 | 60位 | 予選敗退 | 予選敗退 | 予選敗退 | 予選敗退 |
| ティリー・コリーモア   | 女子50m自由形      | 27秒35 | 60位 | 予選敗退 | 予選敗退 | 予選敗退 | 予選敗退 |
| ティリー・コリーモア   | 女子100m自由形     | 59秒85 | 45位 | 予選敗退 | 予選敗退 | 予選敗退 | 予選敗退 |